# Bahnhof Eutingen im Gäu
Im Bahnhof Eutingen im Gäu zweigt die Bahnstrecke Eutingen im Gäu–Schiltach von der Bahnstrecke Stuttgart–Horb ab. Er liegt auf der Hochfläche circa drei Kilometer östlich des Kernortes Eutingen im Ortsteil Rohrdorf und ist Standort eines Unterwerkes.

## Geschichte

### Erster Bahnhof (1874–1933)

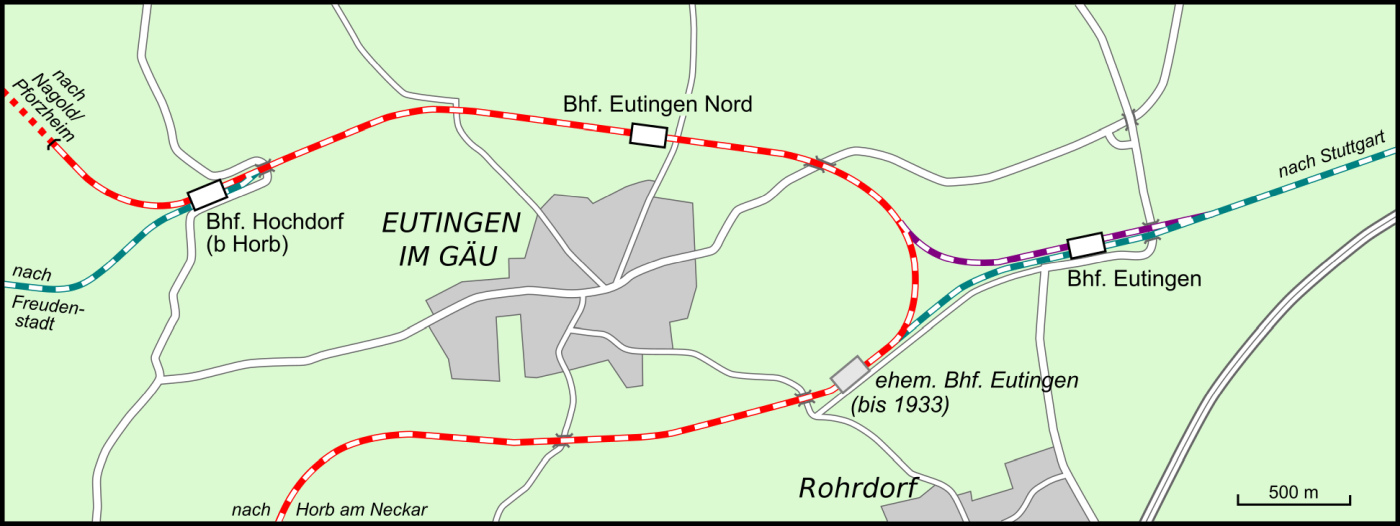
Lage des alten und neuen Bahnhofs

Der erste Bahnhof in Eutingen wurde am 1. Juni 1874 mit Inbetriebnahme der Nagoldtalbahn eröffnet. Er lag im Südosten des Ortes. Erweitert wurde er 1879 beim Bau der Strecke von Stuttgart, die am nördlichen Ende in den Bahnhof eingeführt wurde. Der Bahnhof verfügte damals über ein provisorisches Verwaltungsgebäude, einen Güterschuppen, eine Lokomotivremise und ein Dienstwohngebäude.
Der Bahnhof war bis 1933 in Betrieb und verfügte bis zuletzt über einen Hausbahnsteig, drei Mittelbahnsteige, eine Drehscheibe, einen dreiständigen Lokschuppen sowie umfangreiche Anlagen für den Güterverkehr.

### Zweiter Bahnhof von 1933

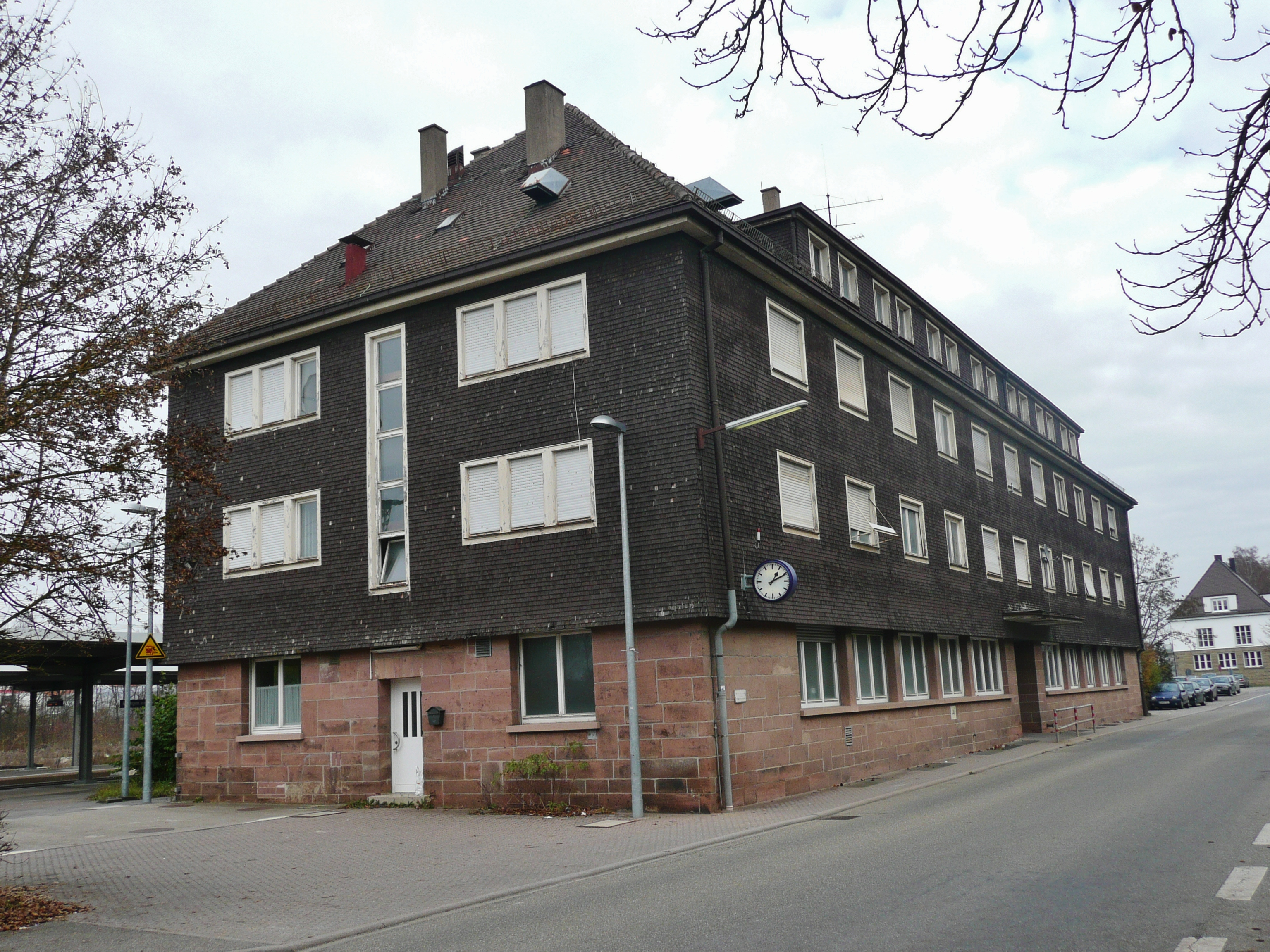
Das 1933 errichtete neue Empfangsgebäude

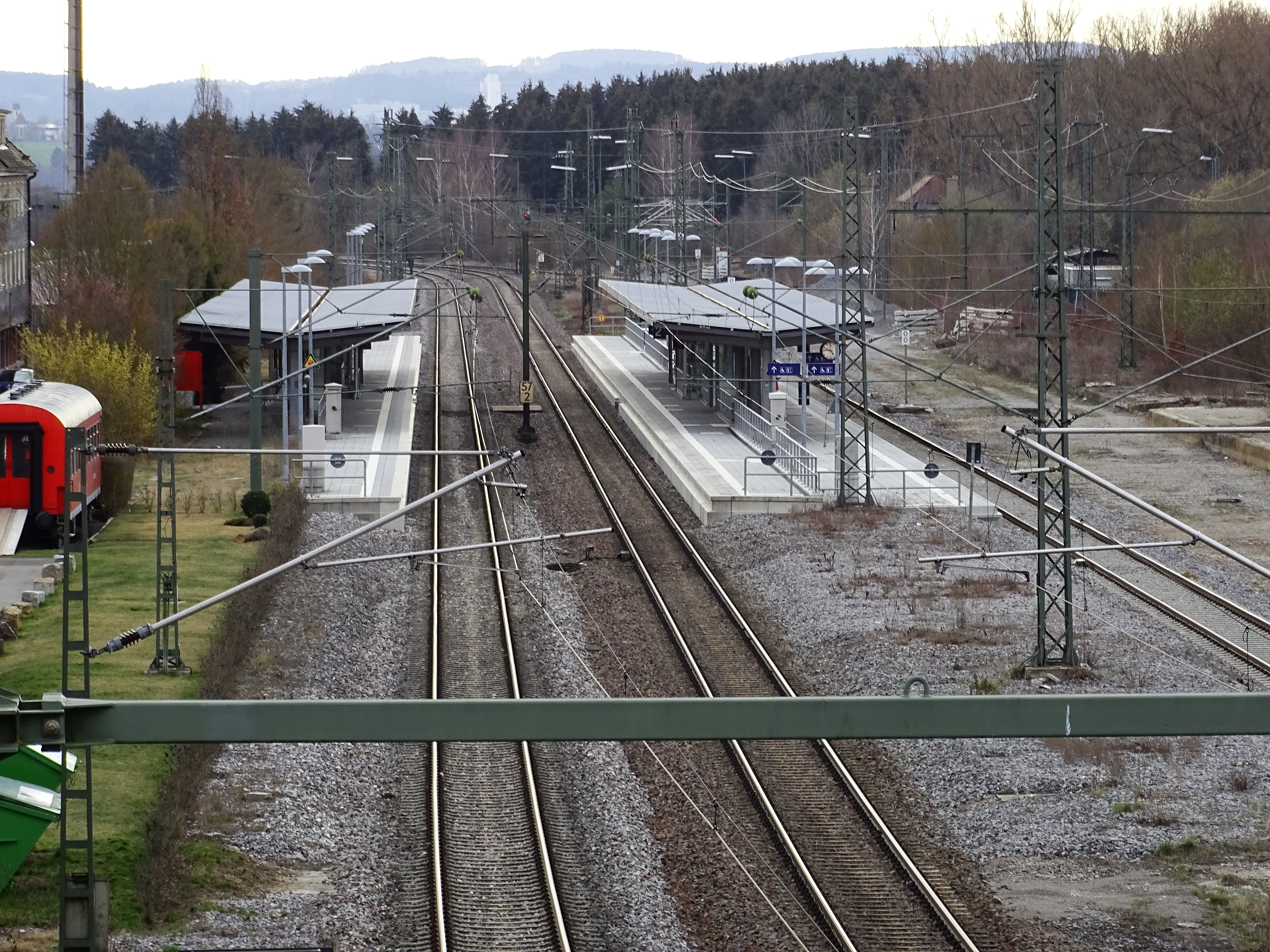
Blick auf den dreigleisigen Bahnsteigbereich von Norden (2019)

Im Februar 1927 wurde zwischen dem Land Württemberg und der Deutschen Reichsbahn-Gesellschaft ein Staatsvertrag geschlossen, der eine Verbesserung der Bahnverbindung von Stuttgart über Horb und Tuttlingen nach Singen zum Inhalt hatte. Gegenstand war auch der zweigleisige Ausbau der Verbindung sowie eine komplette Neuplanung für den Bahnhof Eutingen.
Der gesamte Bahnhof wurde östlich des bisherigen Geländes in Richtung Ergenzingen neu angelegt. Dabei wurden die Gleisanlagen so konzipiert, dass auch die Züge von Stuttgart nach Freudenstadt ohne Fahrtrichtungswechsel verkehren konnten. Die Ortsgüteranlage verblieb am alten Standort. Für die Züge der Nagoldtalbahn wurde eine Verbindungskurve gebaut, die zusammen mit dem neuen Bahnhof am 8. Oktober 1933 in Betrieb genommen wurde. Seitdem verkehren die Züge der Nagoldtalbahn nicht mehr nach Eutingen, sondern nur nach Horb/Tübingen.
Am 29. September 1974 wurde im Bahnhof Eutingen im Zuge der Elektrifizierung des Abschnitts von Böblingen nach Horb der elektrische Betrieb aufgenommen und die Station damit partiell in den elektrischen Stuttgarter Vorortverkehr integriert.
1974 endete hier auch der Dampfbetrieb; die Drehscheibe und der Lokschuppen wurden 1975 abgerissen. Die Ortsgüteranlage wurde ebenfalls aufgelassen.
1983 wurde das zweite Gleis Richtung Hochdorf stillgelegt und später auch abgebaut.
Zum Fahrplanwechsel am 29. Mai 1988 wurde der Bahnhof von „Eutingen (Württ)“ in „Eutingen im Gäu“ umbenannt.
Am 18. April 1989 wurde ein neues Relaisstellwerk (Bauart MC L84) in Betrieb genommen. Es ersetzte drei mechanische Stellwerke von 1912. Ende August 2021 wurde eine Planung für ein Elektronisches Stellwerk in Eutingen, in Zusammenhang mit dem Elektronischen Stellwerk Horb, ausgeschrieben. Nachdem darauf keine Angebote eingingen, soll voraussichtlich eine neue Maßnahme ausgeschrieben werden.
2006 wurde schließlich auch die Strecke nach Freudenstadt elektrifiziert.
Seit Januar 2015 wird das Hauptgebäude renoviert, hierzu wird vom neuen privaten Eigentümer Wert auf Originalität gelegt. So wurde die Holzschindelfassade wieder hergestellt und im Originalfarbton gestrichen.
Im Sommer 2021 wurden im Bahnhof Weichen erneuert.

## Bauliche Anlagen

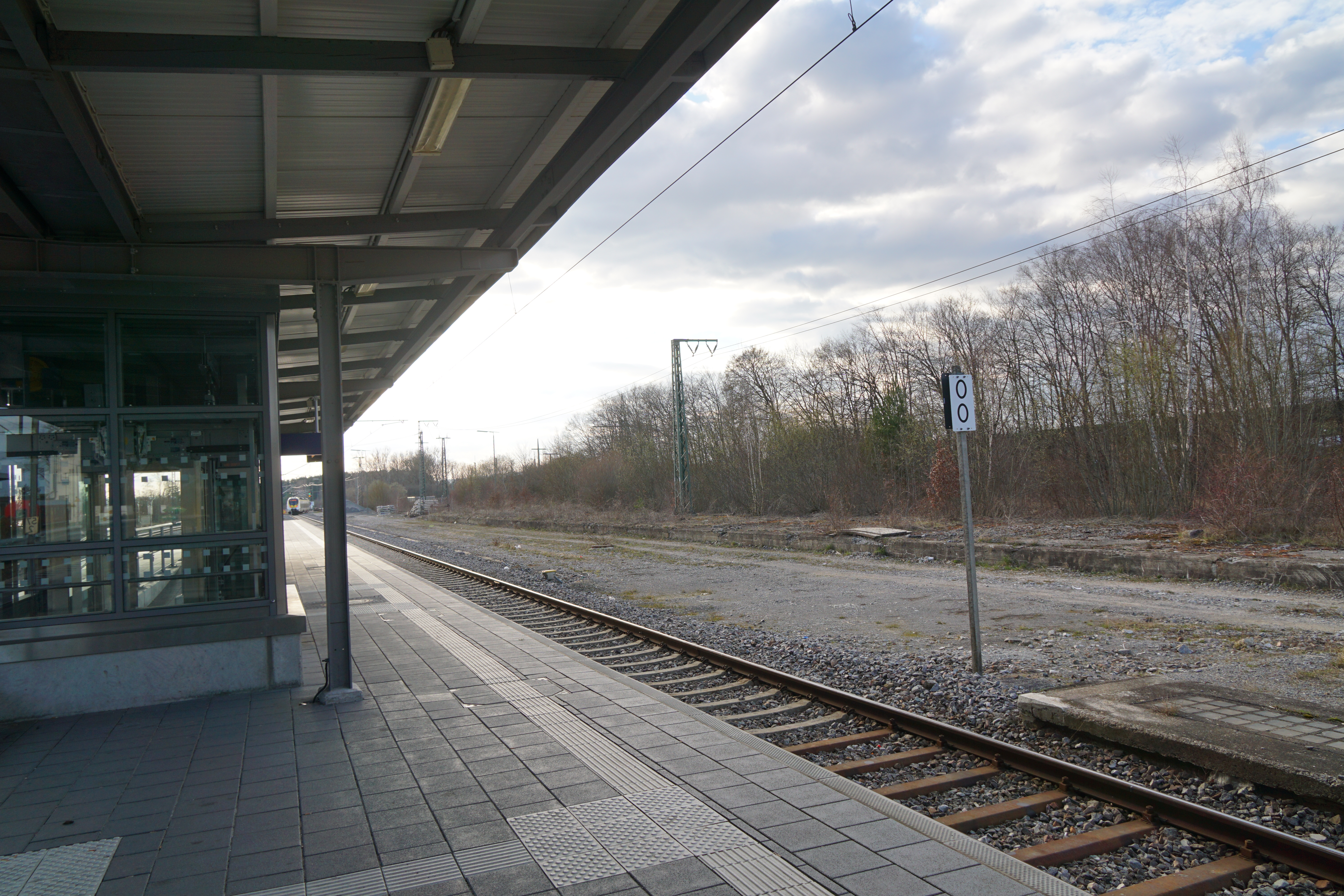
Brachliegende Flächen im Bahnhof (2019)

Während der Bahnhof 1933 über acht Gleise verfügte, sind heute gerade noch drei Bahnsteiggleise vorhanden. Das Bahnhofsgebäude von 1933 steht noch immer, es wirkt aber mit einer Länge von 40 Meter, einer Breite von 12,6 Meter sowie einer Höhe von 16 Metern überdimensioniert. Durch zahlreiche Rückbaumaßnahmen weist der Bahnhof große brachliegende Flächen auf.

## Betrieb
Hauptsächlich nutzen Personenzüge das Bahnsteiggleis 3, die übrigen beiden Gleise werden vor allem in den Hauptverkehrszeiten genutzt.
| Linie                    | Strecke | Frequenz                                 |
| ------------------------ | --- | ---------------------------------------- |
| IC / RE 87               | Stuttgart – Böblingen – Eutingen im Gäu – Horb – Rottweil – Tuttlingen – Singen | einzelne Züge morgens                    |
| RE 14A                   | Stuttgart – Böblingen – Herrenberg – Eutingen im Gäu – Horb – Rottweil | Zweistundentakt                          |
| RE 14B                   | Stuttgart – Böblingen – Herrenberg – Eutingen im Gäu – Freudenstadt | Zweistundentakt                          |
| RB 14A                   | Stuttgart – Böblingen – Herrenberg – Eutingen im Gäu – Horb (– Rottweil – Schwenningen (Neckar) – Villingen (Schwarzw))                                                                  | einzelne Züge                            |
| S 8                      | Karlsruhe Tullastraße/Alter Schlachthof – Karlsruhe Hbf (Vorplatz) – Durmersheim – Rastatt – Forbach (Schwarzw) – Freudenstadt – Eutingen im Gäu – Bondorf (b Herrenberg) (– Herrenberg) | mindestens Zweistundentakt               |
| S 81                     | Karlsruhe Hbf – Malsch – Rastatt – Forbach (Schwarzw) – Freudenstadt Hbf – Eutingen im Gäu                                                                                               | ein Zugpaar morgens montags bis freitags |
| Stand: 15. Dezember 2024 | |                                          |